# Natércia Freire
Natércia Ribeiro de Oliveira Freire GOIH (Benavente, 28 de outubro de 1919 - Lisboa, 17 de dezembro de 2004), conhecida por Natércia Freire, foi uma poetisa e escritora portuguesa.

## Biografia
Natércia Freire nasceu no dia em Benavente no dia 28 de Outubro de 1919.  Era filha de João Ribeiro de Oliveira Freire (? - Cascais, Parede, 1930) e de sua mulher Maria Emília Freire (? - 1958).
Estudou música e tirou o curso do Magistério Primário, tendo-se tornado professora primária em 1944. 
Entre 1954  e 1974, coordenada da página "Artes e letras" do "Diário de Notícias" até 1974. 
Em 1971, torna-se membro da comissão de leitura da Fundação Calouste Gulbenkian até 1974.  
Faleceu a 17 de dezembro de 2004 em Lisboa. O seu corpo esteve em câmara-ardente no Mosteiro dos Jerónimos e encontra-se no cemitério da Ajuda.
O seu nome consta da lista de colaboradores da revista Panorama   (1941-1949) e também da  revista luso-brasileira Atlântico. 

## Prémios e reconhecimento
Foi distinguida com os prémios: 
- 1947 - Prémio Antero de Quental com Rio infindável
- 1952 - Prémio Antero de Quental, com Anel de sete pedras

- 1955 - Prémio Ricardo Malheiros com Infância de que nasci.

- 1971- Prémio Nacional de Poesia com Os intrusos, ex aequo com David Mourão Ferreira.[2]

Desde 2014,  o seu nome está consagrado na toponímia de Lisboa, através da Rua Natércia Freire, inaugurada em janeiro de 2016 na Urbanização Benfica Stadium, na freguesia de São Domingos de Benfica.
A 28 de outubro de 2019, data do centenário do seu nascimento, foi agraciada, a título póstumo, com o grau de Grande-Oficial da Ordem do Infante D. Henrique.

## Obras literárias
Entre as suas obras encontram-se: 
Poesia
1935 - Castelos de sonho
1939 - Meu caminho de luz
1941 - Estátua
1942 - Horizonte fechado
1947 - Rio infindável
1952 - Anel de sete pedras
1957 - Poemas?
1964 - Liberta em pedra
1971 - Os intrusos
1978 - Liberdade solar
Prosa
1945 - A alma da velha casa (Contos)
1955 - Infância de que nasci
1957 - Não vás, minha gazela
1961 - Solidão sobre as searas